# Petru Ianulov
Petru Ianulov nebo z cyrilice Pjotr Janulov (* 27. února 1986) je moldavský zápasník–volnostylař gagauzské národnosti.

## Sportovní kariéra
Pochází z gagauzské obce Copceac, kde začínal se zápasem v 11 letech pod vedením Fjodora Frandževa. Ve 14 letech se přesunul do Comratu, kde se na střední sportovní škole specializoval na volný styl. Vrcholově se připravuje v Kišiněvě v policejním sportovní centru Dinamo. V moldavské mužské reprezentaci se pohybuje od roku 2006 ve váze do 86 (84) kg. V roce 2008, 2012 a 2016 neuspěl v kvalifikaci na letní olympijské hry.

## Výsledky
| Olympijské hry     |     |     | —  |   |     |     | —   |   |     |     | — |     |     |     | — |     |     |     |  |  |  |  |  |  |  |
| Mistrovství světa  |     |     |    | — | —   | úč. |     | — | 5.  | úč. |   | úč. | —   | úč. |   | úč. | úč. | úč. |  |  |  |  |  |  |  |
| Evropské hry       |     |     |    |   |     |     |     |   |     |     |   |     |     | 2.  |   |     |     | —   |  |  |  |  |  |  |  |
| Mistrovství Evropy |     |     | —  | — | úč. | 8.  | úč. | — | úč. | úč. | — | 5.  | úč. | 2.  | — | —   | —   | 2.  |  |  |  |  |  |  |  |
| MS juniorů         |     | —   |    | — | —   |     |     |   |     |     |   |     |     |     |   |     |     |     |  |  |  |  |  |  |  |
| ME juniorů         | —   |     | 8. | — | —   |     |     |   |     |     |   |     |     |     |   |     |     |     |  |  |  |  |  |  |  |
| ME dorostenců      | úč. | úč. |    |   |     |     |     |   |     |     |   |     |     |     |   |     |     |     |  |  |  |  |  |  |  |